# Tabu

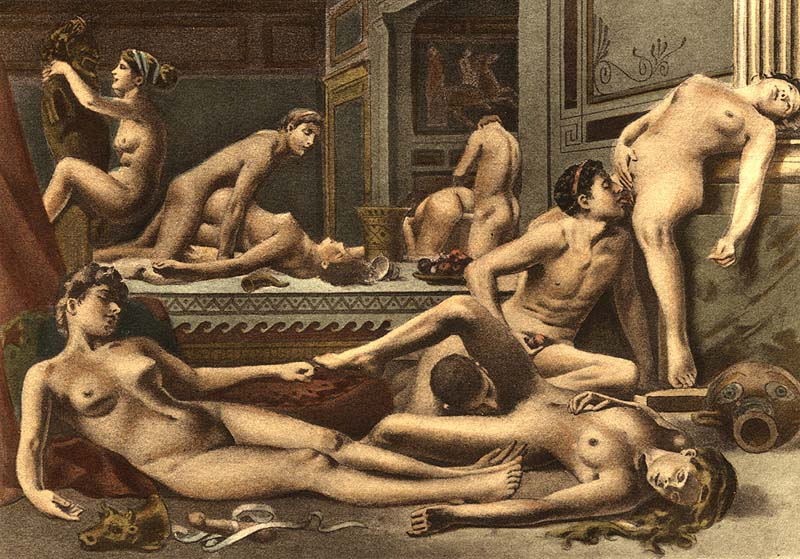
Orgia este o practică sexuală văzută ca tabu în multe culturi.

Tabú (polin. ta -sacru, bu - foarte mult) este un termen religios originar din Polinezia (introdus în Europa de exploratorul James Cook), însemnând interdicție absolută cu caracter sacral, referitoare la comportamentul, limbajul, activitățile și relațiile oamenilor și impusă, în societățile totemice, de căpeteniile tribale (șamani sau șefi militari).

## Direcții în definirea termenului
La începutul secolul XX s-au deosebit două direcții în definirea noțiunii tabu. Pentru sociologul Émile Durkheim, tabu era un ansamblu de interdicții rituale care au scopul de a preveni efectele primejdioase ale unei contagiuni magice, împiedicând orice contact între un lucru sau o categorie de lucruri unde se presupune că se află un principiu supranatural și altele care nu au caracter sau nu îl au în același grad.
Pentru părintele psihanalizei Sigmund Freud, tabu era expresia exterioară a poziției ambivalente în raporturile oamenilor cu liderii unui grup, în care se ciocnește ura inconștientă față de șef cu interdicția conștientă, de aici rezultând o situațiea de compromis, analoagă nevrozei, și astfel raportul ambivalent transferându-se asupra substitutului șefului, adică asupra animalului totemic.
Victor Kernbach, pe de altă parte, considera că orice tabu e mai complex în realitatea vie a societăților totemice și că acesta nu poate fi atribuit ca atare societăților civilizate. Astfel, interdicțiile prin sacralizare din cadrul unor religii evoluate nu sunt forme propriu-zise de tabu, ci numai elemente de cult cu o strctură juridică mai densă. Acesta subliniază că în termenul "tabu" se cuprind de fapt două noțiuni: "sacru" și "profan". În linii mari, tabuarea urmărește în toate religiile sau formele sociale sacralizate (deși uneori complet laice) mai ales 4 scopuri: 
- 1) asigurarea secretului sacerdotal de inițiere și finalitate;
- 2) apărarea, prin certificarea inviolabilității persoanei, a preoților, căpeteniilor, monahilor, de surprizele oricărui conflict cu supușii;
- 3) apărarea unor obiecte și tradiții atribuite revelației primordiale;
- 4) apărarea populației de pericole reale (boli, accidente, otrăviri prin imprudență, excese), salvarea de stârpire a unor specii utile de animale și plante, veghea bunei desfășurări a unor fenomene naturale (de exemplu, procreația, de unde tabuarea impurificării periodice a femeii), echilibrul moral al societății.[3]

Antropologii consideră tabuul o parte din sistemul general al controlului social, de unde rezultă că orice tabu, chiar unul irațional sau absurd, e învestit cu funcția reglementării vieții colective. Practicarea tabuului pare într-adevăr un sistem prejuridic. Astfel, de pildă, ciuccii nord-siberieni aveau câteva tabuuri deosebit de interesante: a nu se face iarna focul cu lemn de arbore, a nu trăi mai mult de 5 ani pe alte meleaguri, a nu face foc în barcă, a nu se folosi foc străin.

## Forme și denumiri
Numită tabú în Polineasia, tambú în Melanesia, fadi în Madagascar, wakan în America de Nord (tribul dakota), noțiunea era cunoascută și în religiile antice: herem la evrei, sacer (sacru) la romani (existând perioade de interdicție religioasă ferie). Instituirea unui tabu diferă de la o zonă la alta: se face de obicei în cadrul unui ritual magic (în Polinesia prin proclamare); la multe populații primitive, un tabu este transmisibil, dar poate fi și abrogat. În unele zone, sacralitatea șefului de trib poate institui tabuarea prin contactul trupului său cu ființele sau lucrurile din jur: în Tahiti, căpetenia insulei se lasă purtată de hamali speciali, căci atingând pământul, l-ar fi tabuat, oprind accesul supușilor pe orice teren pe care trecea. 
Încălcarea unui tabu atrage sancțiuni: directe, adică firești, sau indirecte, adică sociale. Primele pot să apară spontan, divinitatea pedepsind ocult nerespectarea interdicției, ca printr-o lege acționând de la sine, celelalte depind de intervenția zeului, a unui spirit sau chiar a șamanului ori preotului, întrucât o încălcare de tabu deschide cale primejdiilor, culpabilul devenind el însuși sursă de pericole, e tabuat el însuși. La multe populații, violarea unui tabu, chiar involuntară, e pedepsită uneori cu moartea. 
Unele forme de tabu sunt enigmatice: în Egipt de exemplu se stabilise interdicția atingerii vreunui obiect de fier. Există și alte tabuuri greu de explicat pentru omul civilizat: populația din insulele Celebes își interzice să lucreze în casă pe vreme de ploaie. Însă societățiile primitive sunt foarte receptive la oricare tabu nou, de exemplu, când misionarii creștini le-au comunicat eschimoșilor că nu se poate lucra duminica, eschimoșii au mărturisit cu părere de rău că nu știuseră de acest tabu și că deci numai așa se explică o serie de insuccese la vânătoare și pescuit, iar în consecință au respectat ziua de repaus duminical mai riguros decât misionarii înșiși. 